# Lezennes
Lezennes é uma comuna francesa na região administrativa de Altos da França, no departamento do Norte. Estende-se por uma área de 2.14 km². Em 2010 a comuna tinha 797 habitantes (densidade: 372,4 hab./km²).